# Anton von Petz
Anton von Petz (n. 21 ianuarie 1819, Veneția de Jos – d. 7 mai 1885, Triest) a fost un viceamiral⁠(d) al Marinei Austro-Ungare, distins cu Ordinul Militar Maria Terezia în grad de cavaler, înnobilat în anul 1867. Petz a fost renumit pentru contribuțiile importante aduse dezvoltării marinei, precum și pentru curajul său remarcabil demonstrate în numeroase operațiuni militare navale.

## Tinerețea și educația
Anton von Petz s-a născut în Veneția de Jos, Transilvania, pe 21 ianuarie 1819. A absolvit Colegiul Maritim din Veneția, iar la doar 18 ani, în 1837, a fost recrutat ca tânăr cadet în Marina Imperială Austriacă. Educația sa maritimă riguroasă, combinată cu talentul său nativ, a pregătit terenul pentru o carieră remarcabilă și influentă.

## Cariera militară
Începând din 1840, Petz a participat la expediția siriană la bordul fregatei „Guerriera”, condusă de arhiducele Friedrich Ferdinand de Austria. Aceasta a inclus acțiuni precum blocada Alexandriei, bombardamentele asupra Beirutului și lupta pentru Saida.
În timpul Războiului de Independență al Italiei și al luptelor navale din apropierea orașelor Chioggia și Malamocco, situate pe coasta Mării Adriatice, în regiunea Veneția, din 1849, Petz a jucat un rol important întrețineând navele în stare de luptă și participând la operațiuni precum salvarea fregatei „Clemenza” sub focul intens al artileriei inamice.
Momentul culminant al carierei sale a fost comandarea navei „Kaiser” și a diviziei a II-a de nave din lemn în Bătălia de la Lissa (actualmente Vis, insulă aparținând Croației), pe 20 iulie 1866. Curajul său de a ataca și de a răspunde agresiunii flotei italiene i-a adus recunoașterea și decorarea cu Ordinul Militar Maria Terezia. Chiar și cu nava grav avariată, Petz a reușit să protejeze flota sa și să ducă navele în siguranță în portul San Giorgio din Lissa.
În toată această perioadă, Anton von Petz a activat ca profesor de matematică la Colegiul Maritim din Veneția, contribuind la formarea viitorilor ofițeri de marină.
Între 1869 și 1871, Anton von Petz a condus o expediție maritimă pentru a încheia tratate comerciale în Asia (Siam, China, Japonia) și în America de Sud. A navigat la bordul fregatei „Donau” și al corvetei „Erzherzog Friedrich”, demonstrând abilități remarcabile de negociere.

## Distincții și recunoaștere
Pentru faptele sale eroice din bătălia de la Lissa a fost distins cu Ordinul Militar Maria Terezia în grad de cavaler. În 1867 a fost ridicat la rangul de baron ereditar (Freiherr).

## Viața personală
Anton von Petz a fost căsătorit cu Elisabeth von Narischkine (n. 3 august 1825, Moscova – d. 1 noiembrie 1882, Trieste). A fost întotdeauna devotat familiei și carierei sale. Amândoi își au locul de odihnă veșnică în Triest.

## Moștenire și impact
Contribuțiile lui Anton von Petz la dezvoltarea marinei austro-ungare au avut un impact semnificativ, fiind considerat un model de leadership militar. Curajul și ingeniozitatea sa tactica sunt celebrate și astăzi.